# Lambdoceras
Genre
Lambdoceras est un genre fossile de mammifères placentaires artiodactyles, de la famille des Protocératidés. On ne connaît trois espèces, dont l'espèce type est Lambdoceras hessei. Ils ont vécu en Amérique du Nord au cours du Miocène, il y a entre 20,6 et 13,6 millions d'années.

## Description
Lambdoceras était un artiodactyle assez semblable à un cervidé ou aux Antilocapridae bien qu'apparenté à la famille des Camelidae. 
Cet animal possédait des cornes disposées de manière inhabituelle sur son crâne. Lambdoceras présente une fusion des os de la mâchoire en une branche qui sert de base à une corne nasale fourchue à son extrémité. Contrairement à d'autres formes similaires, comme Syndyoceras et Kyptoceras, la branche était très longue et la partie fourchue très courte. Deux cornes frontales étaient présentes, s'étendant au-dessus des orbites et se courbant vers l'arrière (tout comme la corne nasale). La partie basale des cornes était moins triangulaire en section transversale que celle d'autres genres comme Prosynthetoceras et Synthetoceras, et les molaires étaient plus basses.

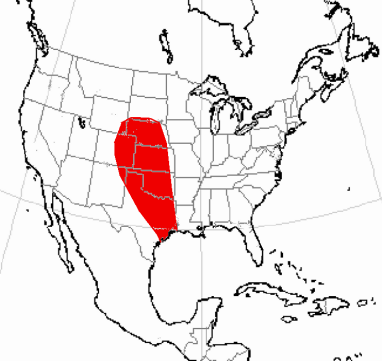
Carte de la répartition supposée de Lambdoceras.

Comparé aux autres protoceratidae, Lambdoceras avait un museau plus étroit.

## Répartition et habitat
Lambdoceras vivait en Amérique du Nord dans le Sud et l'Est des États-Unis. Ses fossiles ont été retrouvés dans les États du Texas, dans le Nebraska et dans le Dakota du Sud.
Ils habitait peut-être les milieux marécageux. Son museau, plus étroit que celui des autres protoceratidae, indiquait probablement qu'il se nourrissait de feuilles d'arbres. 

## Liste des espèces
Selon Paleobiology Database (14 août 2025) :
- Lambdoceras hessei Stirton, 1967
- Lambdoceras trinitiensis Patton & Taylor, 1971
- Lambdoceras siouxensis Frick, 1937